# Bonne Cuisine

Bonne Cuisine, sponsorisé par Maggi Côte d'Ivoire, est une émission de télévision culinaire consacrée à la gastronomie régionale et nationale de Côte d'Ivoire sur La Première présentée par Bamba Bakary.